# Cenophengus villae
Cenophengus villae är en skalbaggsart som beskrevs av Juan A. Zaragoza 1984. Cenophengus villae ingår i släktet Cenophengus och familjen Phengodidae. Inga underarter finns listade i Catalogue of Life.